# Alpsko smučanje
Alpsko smučanje je oblika gibanja po zasneženih površinah s pomočjo smuči, ki so z vezmi pritrjene na noge smučarja, na katerih ima obute posebne smučarske čevlje. Je zimski šport, kjer smučar uporablja tudi dve palici za odriv ali prenos ravnotežja. Smuča lahko vsak, ki obvlada vožnjo s smučmi in ima ustrezno opremo (otroci, mladostniki in odrasli).
Smučarji se spuščajo po urejenih, označenih, zavarovanih in nadzorovanih smučiščih. Smučišča imajo urejene proge iz naravnega ali umetnega snega.
K smučarski opremi sodijo: smuči, opremljene z varnostnimi vezmi, smučarske palice,smučarski čevlji, čelada, smučarska očala, rokavice in primerna oblačila.
Šport je postal priljubljen, ko so razvili vlečnice, ki smučarje vozijo na vrh hriba in omogočijo veliko zaporednih voženj. Alpsko smučanje je tudi olimpijski šport, tekmovalne discipline so slalom, veleslalom, superveleslalom, smuk in kombinacija. Preden pa vsak smučar pride do olimpijskih iger, mora skozi vse starostne kategorije, ki jih alpsko smučanje ima. Prva takšna kategorija, v kateri se vse začne je:
- ALPSKA ŠOLA: Otroci mlajši od 6 let.
- MLAJŠI CICIBANI IN MLAJŠE CICIBANKE: Starost te kategorije je med 6 in 7 let.
- CICIBANI IN CICIBANKE: Stari so od 8 – 11 let.
- MLAJŠI DEČKI IN DEKLICE: Stari 12 in 13 let.
- STAREJŠI DEČKI IN DEKLICE: Stari 14 in 15 let.
- MLAJŠI MLADINCI IN MLAJŠE MLADINKE: Stari 16 in 17 let.
- STAREJŠI MLADINCI IN STAREJŠE MLADINKE: Stari od 18 – 20 let.
- ČLANI IN ČLANICE: Starejši od 20 let.